# Charles de Fitzjames, vévoda de Fitzjames
Charles de Fitzjames, vévoda de Fitzjames (4. listopadu 1712 Saint-Germain-en-Laye – 22. března 1787 Paříž) byl francouzský šlechtic a vojevůdce z nelegitimního potomstva anglického krále Jakuba II. Od dětství sloužil ve francouzské armádě a v roce 1736 získal titul vévody. Jako důstojník jezdectva se uplatnil v několika dynastických válkách 18. století, kromě toho zastával posty guvernéra a velitele v několika francouzských provinciích. V roce 1775 dosáhl hodnosti maršála Francie. 

## Životopis

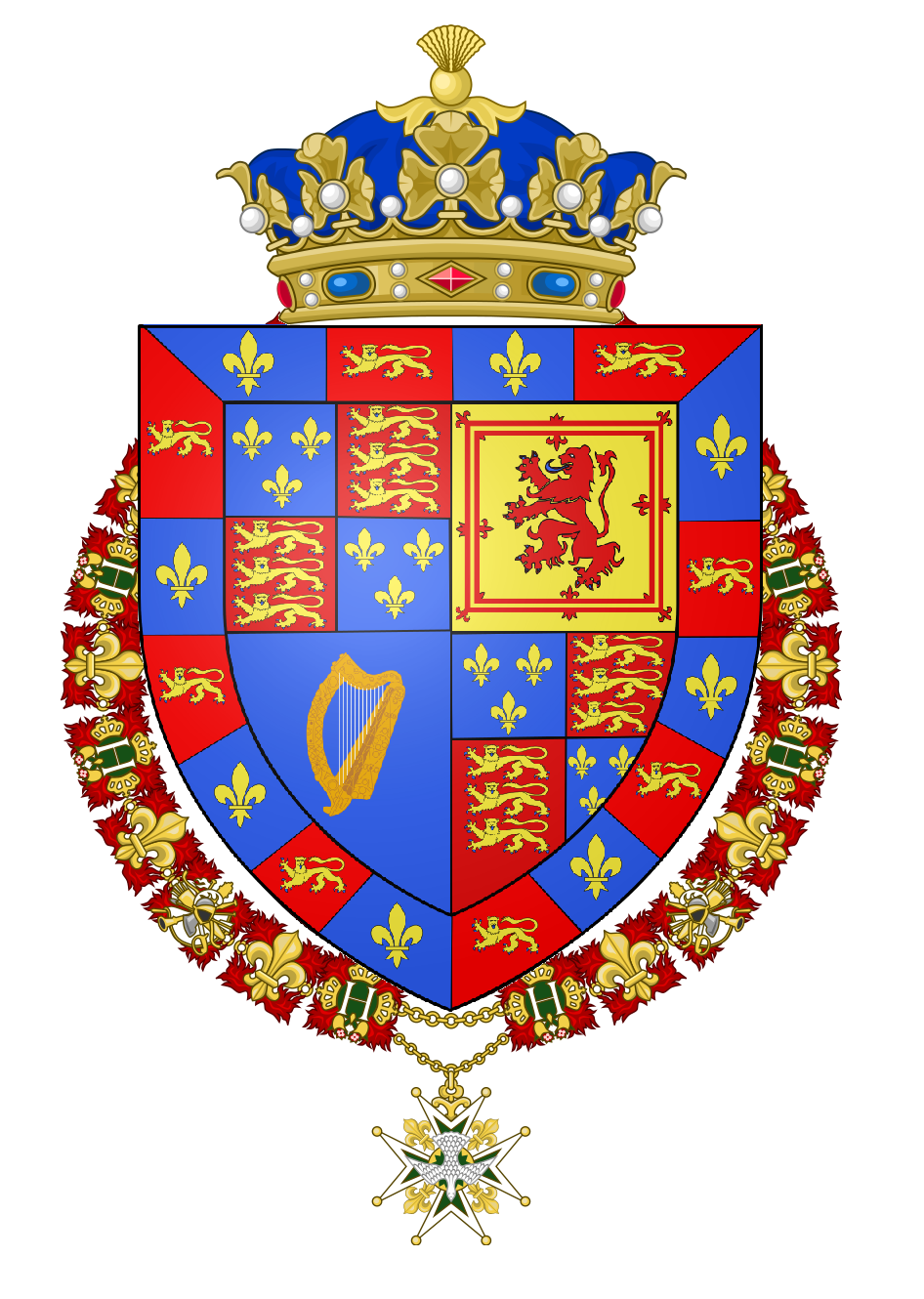
Erb rodu de Fitzjames

Pocházel z nemanželského potomstva anglického krále Jakuba II. a jeho milenky Arabelly Churchillové. Byl šestým synem Jamese Fitzjamese, vévody z Berwicku (1670–1734) a jeho manželky Anne Bulkeleyové (1673–1751). Narodil se na zámku zámku Saint-Germain, který byl tehdy francouzským exilovým útočištěm rodu Stuartovců. Již v roce 1729 převzal po starším bratrovi post guvernéra v Limousinu a vstoupil ke královským mušketýrům. Za války o polské dědictví se zúčastnil obléhání Philippsburgu, kde byl osobním svědkem hrdinské smrti svého otce maršála Berwicka. V tažení na Rýně v roce 1735 byl již velitelem irského pluku jezdectva, který nesl jeho jméno (Régiment Fitzjames)
V roce 1736 získal titul vévody de Fitzjames s právem francouzského paira (do té doby užíval titul hrabě de Fitzjames) K datu 1. ledna 1740 byl povýšen do hodnosti brigádního generála a zúčastnil se války o rakouské dědictví. Pod velením maršála Mailleboise pochodoval přes Německo a podílel se na francouzské okupaci Čech (1741–1742). V roce 1743 se vrátil do Francie a následně se zúčastnil operací v Dolním Alsasku pod maršálem Noaillesem. V roce 1744 byl povýšen do hodnosti generálmajora (maréchal de camp) a v další fázi války se zúčastnil tažení ve Flandrech. Bojoval ve vítězné bitvě u Rocoux (1746) a podílel se na dobytí Bergen op Zoom. Na konci války získal hodnost generálporučíka (Lieutentant-général des Armées du Roi, 1748).
V roce 1756 byl jmenován rytířem Řádu sv. Ducha a na začátku sedmileté války se zúčastnil dalšího tažení do Německa, se svými jednotkami jezdectva byl zařazen do Grande Armée maršála d'Estrées. Bojoval ve vítězné bitvě u Hastenbecku (1757) a podílel se na okupaci Hannoverska. Po odvolání vévody d'Estreés z bojiště byl podřízen velení maršála de Soubise a zúčastnil se dalších střetnutí u Krefeldu (1758) a Lutterbergu (1758), v prohrané bitvě u Minden (1759) byl vrchním velitelem jezdectva.
Ještě během sedmileté války se v roce 1761 stal guvernérem v Languedocu, kde se později dostal do sporu s parlamentem v Toulouse v otázce daní. Došlo i k násilnostem a Fitzjames byl odvolán, později byl ale jmenován velitelem v provinciích Béarn a Guyenne (1766) a nakonec v Bretani (1771).
Po nástupu Ludvíka XVI. byl v roce 1775 povýšen do hodnosti maršála Francie (Maréchal de France).

## Rodina
Oženil se v roce 1741 těsně před odchodem na bojiště válek o rakouské dědictví. Jeho manželkou se 1. února 1741 stala Victoire Louise Gouyon de Matignon (1722–1777), dvorní dáma královny Marie Leszczyńské a dcera generála Thomase Augusta markýze Gouyon de Matignon (1686–1766). Svatební smlouvu schválil a podepsal Ludvík XV. v lednu 1741, Victoire Louise obdržela vysoké věno 415 000 livrů, Charles de Fitzjames disponoval majetkem v podobné výši, takže jmění obou novomanželů dosahovalo hodnoty miliónu livrů. Podle dochované vzájemné korespondence bylo manželství šťastné a narodilo se z něj sedm potomků, z nichž čtyři zemřeli v dětství.
- 1. Anne Marie (1741–1742)
- 2. Jacques Charles, vévoda de Fitzjames (1743–1805), guvernér v Limousinu, francouzský pair, generálmajor, ∞ 1769 Silvie de Thiard de Bissey (1752–1812)
- 3. Laure Auguste (1744–1814), první dvorní dáma Marie Antoinetty 1775–1791, ∞ 1762 Philippe Gabriel Maurice de Hénin-Liétard, kníže de Chimay (1736–1804), plukovník, španělský grand[15]
- 4. Adélaide (1746–1747)
- 5. Charles Ferdinand (*/†1747)
- 6. Édouard Henri, rytíř de Fitzjames (1750–1823), generálmajor
- 7. Émilie (1753–1754)

Charles de Fitzjames měl čtyři bratry, Henri James (1702–1721) a Henri (1711–1731) zemřeli předčasně a bez potomstva. Další bratr François (1709–1764) rezignoval na šlechtické tituly, stal se knězem a byl biskupem v Soissons. Nejmladší bratr Édouard, hrabě de Fitzjames (1716–1758), sloužil v armádě a v hodnosti generálporučíka zemřel za sedmileté války v Kolíně nad Rýnem.